# Liszt Ferenc oratorikus művei
Liszt Ferenc oratorikus művei kizárólag egyházzenei alkotások. A vokális művek között vannak világi kórusművek is, de ezek jelentősége meg sem közelíti az egyházi alkotásokét. A vallásos és egyházi művek sorában az oratóriumokról és a misékről lehet beszélni, amelyeknek java a Rómában töltött évek alatt születtek.

## Liszt és a vallás
Liszt Ferenc római katolikus családba született, apja és anyja is mélyen vallásos volt, gyermeküket is ebben a szellemben nevelték. Zenei tanulmányai idején, de később is, amikor lelki válságba került, megfordult a fejében, hogy a zenei pálya helyett az egyház szolgálatába áll. Az első eset Párizsban történt 1827-ben, amikor megcsömörlött a csodagyerek léttel együtt járó külsőségektől és kötelezettségektől. Később így emlékezett vissza erre az időszakra: „…e társaság megtapsolta annak a kisfiúnak az akrobatamutatványait, akit a csodagyermek dicső és megszégyenítő bélyegével tisztelt meg. Korai mélabú nehezedett akkor rám, és ösztönszerű ellenszenvvel éltem át a művész-háziállat rosszul leplezett lealacsonyodását.” Apja ekkor még élt, és sikerrel beszélte le szándékáról azzal, hogy neki a zenét kell szolgálnia. A második eset 1830-ban, közvetlenül a júliusi párizsi forradalom előtt történt. Szerelmes lett grófkisasszony tanítványába, de a lány apja az osztálykülönbség miatt még a találkozásukat is megtiltotta. Mélabújából a forradalom kitörése mozdította ki, az eseményeket lelkesedéssel figyelte, így lemondott a pappá válás szándékáról.
Jóval később mégis csatlakozott az egyházhoz: elhatározása ekkor azonban nem lelki krízis nyomán született, hanem megfontolt elhatározásból. Először, 1857 júniusában még csak a pozsonyi ferences rend fogadta tiszteletbeli társává, igazán szoros kapcsolata az egyházzal azonban csak 1861-ben, Rómába költözése után alakult ki. Amikor Carolyne Wittgensteinnel tervezett házassága az egyház tiltása miatt meghiúsult, véglegesen elhatározta magát, és 1865 áprilisában megkapta a tonzúrát, júliusban pedig abbé lett. Liszt így indokolta lépését: „Beléptem az egyházi rendbe – de semmi esetre sem a világ iránt megvetésből vagy még kevésbé, mert ráuntam a művészetre … A katolicizmushoz való vonzalmam gyermekkorom óta jelen van, és egy állandóan jelenlévő és uralkodó érzés lett…”
Liszt vallásossága azonban nem az egyház akarata szerinti, sokkal inkább egyfajta „szubjektív vallásosság” volt. Hamburger Klára ezt így fogalmazza meg: „Vallásossága … nem kötődött semmiféle egyházi szabályzathoz: mindenekelőtt világot átfogó humanista felfogásában, a művészetet erkölcsnemesítőnek valló, a művészben pedig annak papját látó ars poeticájában, legendás, mindenkin segítő nagyvonalúságában és a maga korában páratlan toleranciájában jutott kifejezésre.”

## Liszt és az egyházi zene

### Az újító Liszt
Liszt Rómába költözésének – a magánéleti vonatkozáson túl – volt egy sajátos oka: meg akarta reformálni a vallásos zenét. Már korábban megállapította, hogy az európai egyházi zene rendkívüli módon lezüllött. 1835-ben írt is egy cikket A jövő egyházi zenéjéről címmel, amelyben gúnyos hangon jellemezte a franciaországi állapotokat, a templomokban hallható „buta és átható bőgést”, a szertartás közben az orgonán megszólaló vaudeville-eket; szégyenteljesnek és botrányosnak tartotta a helyzetet. Itáliában sem volt jobb a helyzet: még csak a zene névvel sem lehet illetni „a kántor … ortodox bömbölését, vagy az orgonistának az előző este a színházban hallott opera témáira játszott nevetséges és minősíthetetlen improvizációit, amelyek kizökkentenek a szent misztériumokon való meditációból, s a primadonna hajbókolását vagy az első tenor szerelmetes fintorait idézik fel.”
A megújításhoz először – szerinte – a múlt eredményeihez kell visszanyúlni: a régi gregorián dallamokhoz, Palestrina és Lassus műveihez. Ehhez a Capella Sistinában és Santini abbé könyvtárában tanulmányozta a régi műveket. Gyűjtötte az egyházi énekeskönyveket, amelyekből saját műveihez is felhasznált motívumokat. 1860-ban azt írta Carolyne-nak, hogy készít egy átfogó reformtervet, amit a pápának kíván előterjeszteni. Tanulmányozta más zenészek egyházzenei reformelképzeléseit, de hamar kiábrándult, megvalósíthatatlannak ítélte újító törekvéseit. A Pápai állam semmilyen reformért nem lelkesedik, kiváltképp, ha azt egy „idegen” fogalmazná meg. A reformterv megfogalmazásáról lemondott, de nem a komponálásról.
A komponistának azonban hamar szembesülnie kellett azzal, hogy római barátai, egyházi ismerősei ugyan jóindulattal, de értetlenül fogadták kompozícióit. Nem változott ez Európa más országaiban sem, kivéve Magyarországon, ahová több „megrendelt” alkotását készítette, és ahol általában szívesen játszották, és azóta is gyakran adják elő e műveit (a 2011-es Liszt-év alkalmából például valamennyi egyházi művét bemutatták). Pedig Lisztnek ezek a vallásos, egyházi művei sokkal jelentősebbek mind az általános zenetörténetet, mind Liszt életművét tekintve. Témájuk a könyörületesség, az isteni megbocsátás, vagy bibliai és liturgikus szövegek. Ezek közül a nagyobb szabású, ciklikus műveiről, az oratóriumokról és a misékről (a magyar vonatkozásúakról) lesz szó. Érdekes, hogy a barokk korban született oratórium műfaja a 19. századra kifáradni látszott, a romantika néhány mestere (Liszten kívül Mendelssohn, Schumann, Berlioz) tett még néhány kísérletet feltámasztására, ezt követően már nem született számottevő alkotás. Ezzel szemben a zenei mise folyamatosan jelen van a zeneszerzők palettáján, modern szerzők is írtak, írnak misét (Sztravinszkijtól Selmeczi Györgyig).

### Oratóriumok
A Szent Erzsébet legendájával (S.2) 1857-ben kezdett el foglalkozni. Ihlető forrása egy Árpád-házi Szent Erzsébet életét bemutató freskósorozat volt Wartburg várában. 1862-ig folyt a kompozíciós munka, és ennek végén Liszt a következőt írta barátjának, Mosonyi Mihálynak: „Ha óhajom valósággá válik, ez a mű az új magyar zeneirodalmat gyarapítja majd integráns módon.” Az oratóriumot Liszt néhány jellegzetes motívumból építette fel. Ez az első eset, hogy a vezérmotívum-technika megjelenik az oratóriumban, de Liszt a témát szinte minden megjelenésekor változtatja, módosítja, így ahány megjelenésük van, annyi színnel, hangulattal térnek vissza. A mű bemutatója 1865. augusztus 15-én volt a Pesti Vigadóban, Liszt vezényletével. Már a várakozás is óriási volt, az oratórium pedig hatalmas sikert aratott.
A Krisztus című oratórium (S.3) végső változata hosszú alkotói folyamat végén született meg. Már 1855-ben belekezdett, de a komoly munkálatok csak 1862-ben kezdődtek, a szövegét Liszt állította össze a Biblia és a katolikus liturgia szövegeiből. Először csak részleteit mutatták be, a teljes mű előadására 1873-ban került sor Weimarban. Magyarországi bemutatója még ugyanennek az évnek az őszén megtörtént: a Pesti Vigadóban Richter János vezényelte. Hatalmas, mintegy háromórás mű; három tételből, tizennégy számból áll, de a 8. és 13. számot csak 1867-ben illesztette be. Igazi vallomásos erejű programzene, Liszt római alkotóperiódusának legnagyobb szabású alkotása.
A Via crucis című passiója (S.53) is nehezen született meg, az idős Liszt Ferenc munkája. 1873-ban, majd 1876–1877-ben végezte az előkészítő munkálatokat, a tényleges kompozíciós munka 1878–1879-ben folyt. Témája a kereszt útjának 14 állomása, szövegét Carolyne zu Sayn-Wittgenstein állította össze a Bibliából, középkori latin himnuszokból és német nyelvű evangélikus korálokból. A Via crucis az idős mester egységes és tömör alkotása, a tételek rövidek, pár percesek, az egész mű alig több, mint fél órás. Tizenöt tételes mű, bevezetésből és Krisztus szenvedéstörténetének tizennégy stációjából áll. A művet Liszt életében nem adták elő, bemutatója csak 1929-ben volt Budapesten, Harmat Artúr vezényletével.

### Misék
Az Esztergomi mise vagy Missa Solennis zur Einweihung der Basilika in Gran (S.9) az esztergomi bazilika avatására íródott 1855-ben, és Liszt maga ajánlkozott az avató mise megírására. Kisebb, amolyan igazi magyaros bonyodalmak után az ősbemutató 1856. augusztus 31-én volt, a Nemzeti Színház ének- és zenekarát Liszt vezényelte. Ezt megelőzően, augusztus 26-án és 27-én Pesten, a Nemzeti Múzeum dísztermében már előadták a művet két nyilvános főpróba keretén belül – nagy és meggyőző sikerrel. Liszt a misében tudatosan alkalmazott teátrális momentumokat, „becsempészte” az egyházi zenébe a wagneri harmóniavilágot és vezérmotívum-elvet is. Mindemellett folyamatosan alkalmazta a rá annyira jellemző metamorfózis technikát is.
A Szekszárdi mise vagy Férfikari mise (S.8) Liszt Ferenc férfikarra és férfi szóló énekesekre írt, orgonakíséretes miséje. Barátjának, Augusz Antalnak 1855-ben írt egy levelet, amelyben azt írta, hogy „…csak úgy, a véletlenre bízva magam, néhány éve (Breitkopf és Härtelnél, Lipcsében) kiadtam egy férfikari misét orgonakísérettel, egy Pater nostert meg egy Ave Mariát, hogy belső, szívbéli szükségletemnek eleget tegyek, mert ez számomra előbbre való bizonyos külső előnyöknél”. Ez volt Liszt első miséje, amit egy másik, Carolyne zu Sayn-Wittgenstein hercegnőnek írt levelében „messe grégorienne”-nek nevezett, a benne felhasznált gregorián dallamok okán. Ennek a misének az átdolgozott változatát ajánlotta fel Liszt később, 1869-ben, az újonnan épült szekszárdi újvárosi templom felavatására, végül azonban mégsem ezt adták elő. Bemutatói 1852-ben Weimarban, illetve 1872-ben Jénában voltak. A neve annak ellenére is megmaradt, hogy a misét csak 1978-ban adták elő Szekszárdon.
A Magyar koronázási misét (S.11) Liszt 1866–67-ben komponálta (de később hozzáírt még egy Gradualét) Ferenc József és felesége, Erzsébet magyar királyi párrá koronázásának alkalmából. A komponálásra való felkérés azonban nem problémamentesen zajlott. A mester barátját, Augusz Antal bárót kérte meg, hogy segítsen a megbízatás elnyerésében, „hogy erre, mint katolikus, mint magyar és mint zeneszerző, méltónak bizonyuljak”. Augusznak segített az egész magyar zenei közvélemény és sok neves személyiség (Engeszer Mátyás, Mosonyi Mihály, Rosti Pál, Erkel Ferenc, Ábrányi Kornél, Reményi Ede) is. A megbízásnak komoly ellenzői voltak Bécsben és Magyarországon is, de végül mégis megkapta a megbízást. Gyorsan komponált, májusra elkészült, és a miséjét el is fogadták. A bemutató körül azonban további gondok merültek fel: az 1867. június 8-án, a budai Mátyás-templomban tartott koronázási ünnepségen nem engedték, hogy ő vezényeljen, az előadók mind bécsiek voltak, a bécsi Udvari Ének- és Zenekart Gottfried Preyer bécsi másodkarmester vezényelte. Lisztet ráadásul meg sem hívták, csak a Nemzeti Zenede révén kapott helyet az orgonakarzaton. Lisztnek a főváros polgárai szolgáltattak elégtételt: a hazafelé gyalogló mestert a Mátyás-templomtól a Belvárosi plébániáig a tömött sorokban álló tömeg dörgő éljenzése köszöntötte.

### Kisebb vokális munkák
Liszt több mint hatvan kisebb-nagyobb vallásos témájú vokális művet írt. Fontos és nagyszabású oratóriumai és miséi mellett számos kisebb, de jelentős kórusművet szerzett, például: Ave maris stella (S.34), Mihi autem adhaerere (S.37), Ave Maria II (S.38), O salutaris hostia I, II (S.40, 43), Pater noster III (S.41), Tangum ergo (S. 42), Ave verum corpus (S.44).